# Hypsugo kitcheneri
Hypsugo kitcheneri es una especie de murciélago de la familia Vespertilionidae.

## Distribución geográfica
Se encuentra en  Kalimantan Tengah en Indonesia.